# بول بيكمانز
بول بيكمانز (بالهولندية: Paul Beekmans)‏ (3 يناير 1982 في هولندا - ) هو لاعب كرة قدم هولندي في مركز الوسط. لعب مع إف سي آيندهوفن ودين بوستش وغولد كوست يونايتد ونادي كامبور والمير سيتي.